# Miklós Andor
Miklós Andor, 1905-ig Klein Ármin (Budapest, 1880. január 21. – Budapest, 1933. december 2.) újságíró, lapszerkesztő, Az Est tulajdonos-főszerkesztője, az Athenaeum Irodalmi és Nyomdai Rt. elnöke.

## Pályája
Egy nyolc tagú, szegény zsidó család első fiaként született, apja Klein Sámuel, anyja Schönfeld Szeréna. Kezdetben nyomdai kifutófiúként dolgozott. Újságírói pályáját 1901-ben a Magyar Szó című napilapnál kezdte és 1902-től a Pesti Napló szerkesztőségében folytatta. Itt előbb hirdetési ügynök, majd a közgazdasági rovat munkatársa, később rovatvezetője lett. Számos bankkal és iparvállalattal állt kapcsolatban, ezek gazdasági híreinek közlése vagy éppen elhallgatása a lapnak és a rovatvezetőnek is rendszeres jövedelmet hozott. Végül a Pesti Napló tulajdonosa, Surányi József 1910-ben elbocsátotta túlságosan is agilis közgazdasági rovatvezetőjét.
Miklós Andor még ugyanabban az évben Az Est címen saját lapot alapított, megteremtve ezzel a következő 20–25 év legsikeresebb napilapját. Az elbocsátás után a két laptulajdonos között pereskedés kezdődött, de az üzleti titkok kiteregetése egyik félnek sem állt érdekében. 1912 szeptemberében Miklós Andor visszavonta panaszát, és a kölcsönös vádaskodásért a felek nyilvánosan „őszinte sajnálatukat” fejezték ki.
Az első világháború idején a lapkiadási üzlet lényegesen fellendült. Miközben az eladások száma gyorsan növekedett, Az Est példányait készítő Athenaeum Rt. nyomdája egyre nagyobb veszteséggel dolgozott, mivel az emelkedő költségeket nem tudta továbbhárítani. A szorult helyzetben végül az Athenaeum részvényeinek többségét birtokló Pesti Magyar Kereskedelmi Bank egy egyezség keretében átadta Miklós Andoréknak az Athenaeum részvényeit. Ezzel övék lett a nyomdai és kiadóvállalaton, az érdekkörébe tartozó más cégcsoportokon kívül Pest központjában egy hatalmas épülettömb a Rákóczi út és az Erzsébet körút kereszteződése környékén. 1917 végén Miklós Andort az Athenaeum Rt. elnökévé választották. (Húsz évvel később az Athenaeum Rt. megszerezte a pesti New York-palota részvényeit is.)
A háború után vállalkozásához csatolta az eladósodott Magyarország című lapot, majd 1920-ban az időközben Hatvany Lajos irányítás alá és a Hatvany-Deutsch cég tulajdonába került, már megszűnés előtt álló Pesti Naplót is. Ettől kezdve lapkonszernje reggeli, délutáni és esti megjelenésű napilapokat működtethetett és a legnagyobb sajtóhatalommá vált.
A Magyarországi Tanácsköztársaság idején Az Estet sok más lappal együtt betiltották és Miklós Andor Bécsbe menekült, később viszont a szélsőjobboldalról kezdődtek ellene és lapja ellen támadások.
Magánéletének részleteiről kevés megbízható adat került nyilvánosságra. 1922. április 14-én Budapesten házasságot kötött Gombaszögi Frida színésznővel. Miklós Andor végrendeletében feleségére hagyta vagyonát és vállalkozásait. Halála után Gombaszögi Frida visszavonult a színpadtól és átvette Az Est Lapok cég  irányítását. Az Est felelős szerkesztője Salusinszky Imre lett, a lap irányításában még Vadnai Béla és Seres László jutott jelentős szerephez. 1939-ben a vállalatot az állam elvette, és Az Estet még ugyanabban az évben megszüntették.

### Az Estszerkesztője
Az Est bulvárlap volt, és ez nem csak az utcán, körutakon (boulvard) való árusítást, hanem elsősorban az avult újságsablonok kerülését, új stílus meghonosítását jelentette. Miklós Andor mint főszerkesztő rendkívül sikeresen működött. Lapja ötletekben, tartalomban, nyomdai kiállításban egész sor újítást vitt a napisajtóba. Hangja merész volt, felfogása haladó szellemű, de független a politikai pártoktól. Az egyhasábos Az Est-vezércikkek a polgárság nagy tömegeinek ízlésére és nézeteire voltak hatással.
Miklós Andor kitűnő szakemberekkel vette körül magát. Mikes Lajos volt a lap irodalmi szerkesztője, a kiadóhivatalt pedig Sebestyén Arnold, Miklós Andor egyik nővérének férje vezette, akinek nagy része volt a sikerben. A reklámanyagokat tehetséges grafikusok készítették (pl. Pólya Tibor). A lap szenzációkat kereső, de megbízható hírszolgálatával tűnt ki. Jó képességű, rámenős riportereket és terjedelmes tudósítói hálózatot foglalkoztatott. A hivatásos újságírókon kívül a kor (gyakran anyagilag rászorult) íróinak is rendszeres publikációs lehetőséget biztosított; sokuk nevét szélesebb körben Az Estből ismerte meg a közönség. Miklós Andor saját személyéről azonban a maga sajtójában nem jelentek meg írások.
Szerkesztői tevékenysége szélsőséges reakciókat váltott ki. Egyesek magasztalták mint mecénást, dicsérték állítólagos irodalomszeretetét, amiről mások lenézően nyilatkoztak; ismét mások szemére vetették a lap szenzáció hajhászását, vádolták elvtelenséggel és cinizmussal is.
Móricz Zsigmond naplójában nem festett hízelgő képet róla, de elismerte képességeit: „Különös ellentmondás volt ebben az emberben. A felszínen közönséges szatócs, petróleumszagú s képes volt az ország egyik legnagyobb vagyonát megteremteni s ami még nehezebb, megtartani. Kellett tehát benne képességeknek lenni, de ezek el voltak rejtve… Folyton borotvaélen járt a lapja, a szatócs megérezte, mi kell a tömegnek…” Máskor azonban „szerkesztő zseni”-nek nevezte és 1933-ban így emlékezett meg róla: „Miklós Andor és Sebestyén Arnold tanították meg olvasni a magyar népet. A kalendáriumról Az Est olvasóivá emelkedett a magyar falu.”